# Pedro César
Pedro César y Urroz, presidente de la Corte Suprema de Justicia de Costa Rica desde 1839 a 1841.
Nació en León, Nicaragua. Fue hijo de Pedro César y Juana Josefa Urroz. Se casó en Cartago, Costa Rica, el 25 de febrero de 1811 con Rita del Campo y Guerrero de Arcos.
Tuvo el grado de Sargento Mayor. En octubre de 1832 fue designado como Secretario de la Corte Superior de Justicia de Costa Rica, cargo que desempeñó durante varios años.
En 1839 fue elegido popularmente por el partido de Heredia como Magistrado. El Consejo Representativo lo nombró como Presidente de la Corte el 5 de marzo de ese año. Como Magistrados fueron elegidos además Atanasio Gutiérrez y Lizaurzábal por San José, Santos Velázquez por Cartago, Rafael Ugalde por Alajuela y Domingo González por Guanacaste. La nueva Corte entró en funciones el 12 de marzo de 1839.
A los Magistrados Gutiérrez y Velázquez se les admitió la renuncia a fines de ese año y fueron sustituidos respectivamente por Rafael Ramírez Hidalgo y Joaquín Bernardo Calvo Rosales.
La Corte elegida en 1839 estuvo en funciones hasta mayo de 1841, cuando asumió funciones la Cámara Judicial elegida conforme al Decreto de Bases y Garantías de 1841, de la cual Pedro César formó parte como Magistrado por San José y que se disolvió en abril de 1842 con motivo del derrocamiento del gobierno de Braulio Carrillo Colina.
En marzo de 1845 fue elegido nuevamente como Magistrado, pero declinó el cargo.